# Hippocampus curvicuspis
Hippocampus curvicuspis är en fiskart som beskrevs av Hans W. Fricke 2004. Den ingår i släktet sjöhästar och familjen kantnålsfiskar. Inga underarter finns listade i Catalogue of Life.